# Miroslav Petko
Miroslav Petko (sinh 24 tháng 3 năm 1995) là một hậu vệ bóng đá Slovakia hiện tại thi đấu cho câu lạc bộ Fortuna Liga 1. FC Tatran Prešov.

## Sự nghiệp câu lạc bộ

### 1. FC Tatran Prešov
Petko ra mắt cho 1. FC Tatran Prešov trước FK Bodva Moldava nad Bodvou ngày 3 tháng 10 năm 2014.